# 热孜万古丽·加马力
热孜万古丽·加马力（1965年—），新疆吐鲁番人，维吾尔族，中华人民共和国政治人物、第十二届全国人民代表大会新疆地区代表。
毕业于石河子大学农学院植物保护专业，現為吐鲁番市农业技术推广中心植保站站长。2013年，担任全国人大代表。